# Enneatypus ramiflorus
Enneatypus ramiflorus là một loài thực vật có hoa trong họ Rau răm. Loài này được (C.A.Mey.) Roberty & Vautier mô tả khoa học đầu tiên năm 1964.